# Loyola (California)
Loyola è un census-designated place (CDP) degli Stati Uniti d'America situato in California, nella contea di Santa Clara.